# Newfoundland
Newfoundland (doslova nově nalezená země, francouzsky Terre-Neuve, irsky Talamh an Éisc, historické exonymum Nový Foundland) je kanadský ostrov v Atlantském oceánu. Tvoří ostrovní část provincie Newfoundland a Labrador (až do roku 2001 nesla provincie jméno Newfoundland a stále se tak v hovoru běžně označuje). Na ostrově žije většina obyvatel provincie a nachází se zde i hlavní město, St. John's. Původní jméno Terra Nova dal ostrovu italský mořeplavec Giovanni Caboto, který jej objevil v roce 1497. V severní části ostrova se patrně nacházel legendární Vinland.

## Geografie
Se svou rozlohou 108 860 kilometrů čtverečních je Newfoundland 16. největším ostrovem světa a 4. největším ostrovem Kanady. Pobřeží ostrova je značně členité, tvoří jej četné zálivy a poloostrovy. Hlavní město provincie – St. John's – leží na jihovýchodě ostrova na Avalonském poloostrově. Směrem k francouzským ostrovům Saint Pierre a Miquelon vybíhá poloostrov Burin. V západní části ostrova leží pohoří Long Range Mountains, které k severu vybíhá v podobě poloostrova Great Northern Peninsula.
Ve vodách kolem Newfoundlandu je velké množství drobných ostrovů a souostroví – Gray Islands, Saint Horse Islands, New World Islands, Ramea Islands, St. John Islands. K větším a významnějším zálivům patří White Bay, Notre Dame Bay, Bonavista Bay, Trinity Bay, Conception Bay, Placent Bay, Fortune Bay, St. Georges Bay či Port-au-Port Bay.
Od pevninské Severní Ameriky je Newfoundland oddělen průlivem Belle Isle a zálivem svatého Vavřince.

## Jazyky a dialekty
Řeči zdejších osadníků se vyvíjely poněkud izolovaně a vytvořily svébytné dialekty (jde především o angličtinu, francouzštinu a irštinu). Dialekty přirozeně vymírají kvůli moderním komunikačním prostředkům a dopravním možnostem, které zlomily izolovanost oblasti, na vymření je zejména newfoundlandská irština, která má již méně než 100 přirozených mluvčích.

## Archeologie
Na severu ostrova se nachází L'Anse aux Meadows, jediné místo v Americe, na němž bylo jednoznačně prokázáno vikingské osídlení (patrně již zmíněný Vinland). Lokalita je pod ochranou UNESCO a byl na ní vystavěn vikinský skanzen.